# سور المدينة (الحمامات)
 سور المدينة  هو معلم أثري تونسي مصنف من قبل المعهد الوطني للتراث يقع في ولاية نابل في الشمال التونسي، تحديدا في مدينة الحمامات تم تصنيف المعلم في يوم 1 مارس 1905.

## مقالات ذات صلة
- قائمة المعالم الأثرية المصنفة في تونس